# Jerry
Jerry  è un nome proprio di persona inglese maschile e femminile.

## Varianti
- Maschili: Gerry[1]
- Femminili: Gerry[1], Jerri[1], Jerrie[1], Jeri[1]

## Origine e diffusione
Rappresenta un ipocoristico di svariati altri nomi, che iniziano perlopiù con il suono ger-, quali ad esempio i maschili Jeremy, Jerome, Gerald e Gerard e il femminile Geraldine.

## Onomastico
L'onomastico può essere festeggiato lo stesso giorno del nome di cui costituisce un'abbreviazione.

## Persone

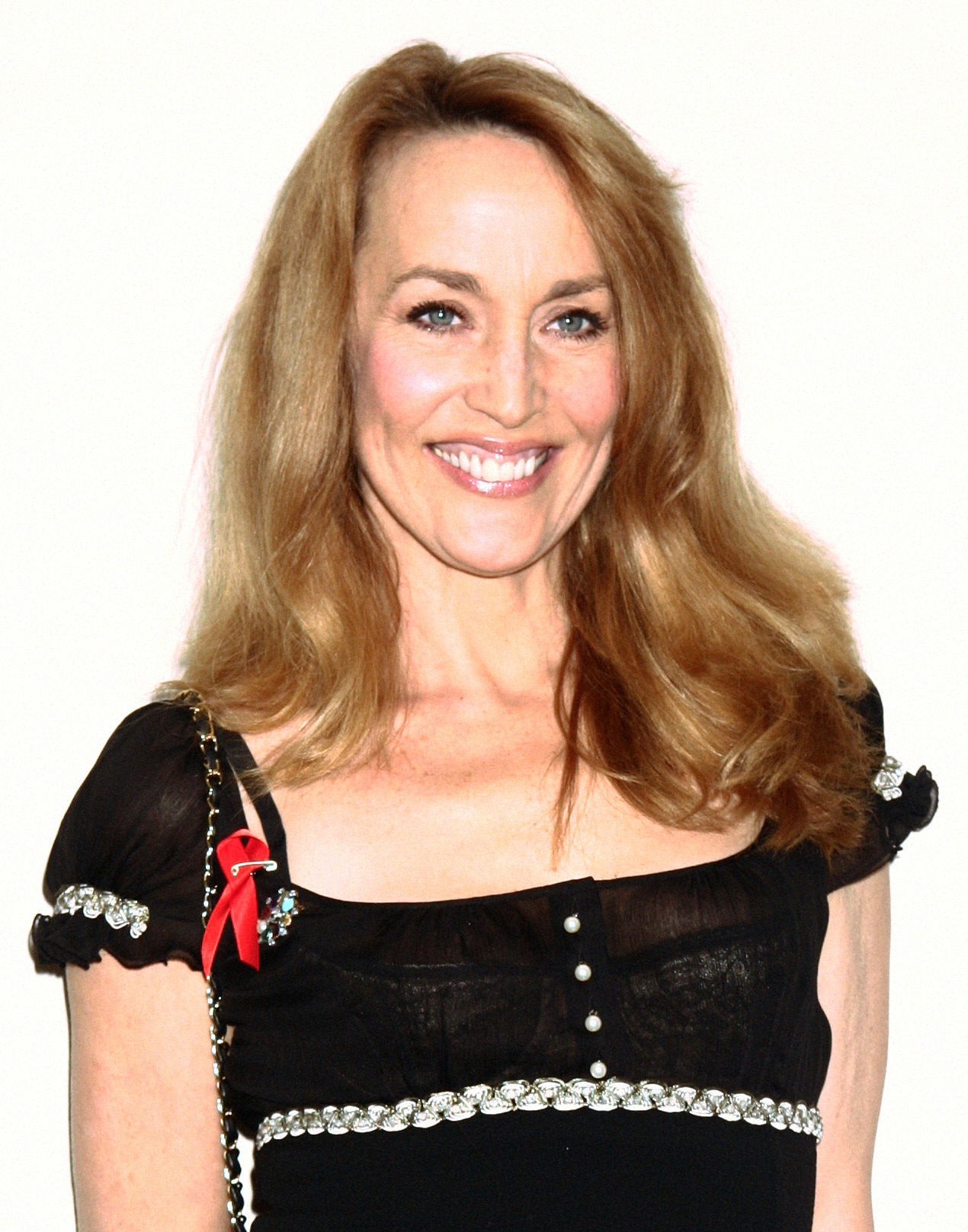
Jerry Hall

### Femminile
- Jerry Hall, modella e attrice statunitense

### Varianti femminili
- Jeri Ryan, attrice statunitense
- Gerry Sorensen, sciatrice alpina canadese

### Maschile

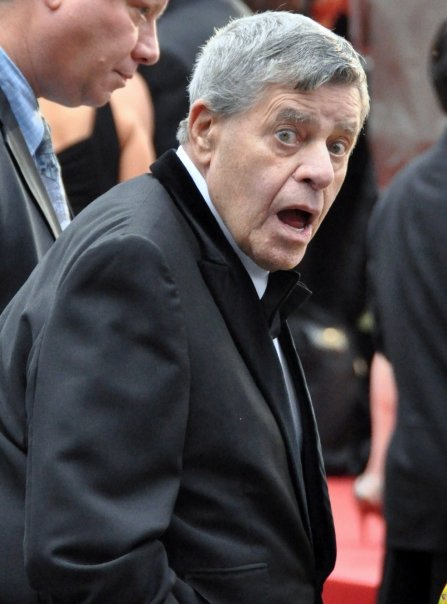
Jerry Lewis

- Jerry Brown, avvocato e politico statunitense
- Jerry Calà, cabarettista, attore, regista e sceneggiatore italiano
- Jerry Essan Masslo, rifugiato sudafricano
- Jerry Fodor, filosofo e scienziato statunitense
- Jerry Goldsmith, compositore e direttore d'orchestra statunitense
- Jerry Lewis, attore, comico e regista statunitense
- Jerry Lee Lewis, cantante e pianista statunitense
- Jerry Lucas, cestista statunitense
- Jerry O'Connell, attore statunitense
- Jerry Siegel, fumettista statunitense
- Jerry West, cestista, allenatore di pallacanestro e dirigente sportivo statunitense

### Variante maschile Gerry

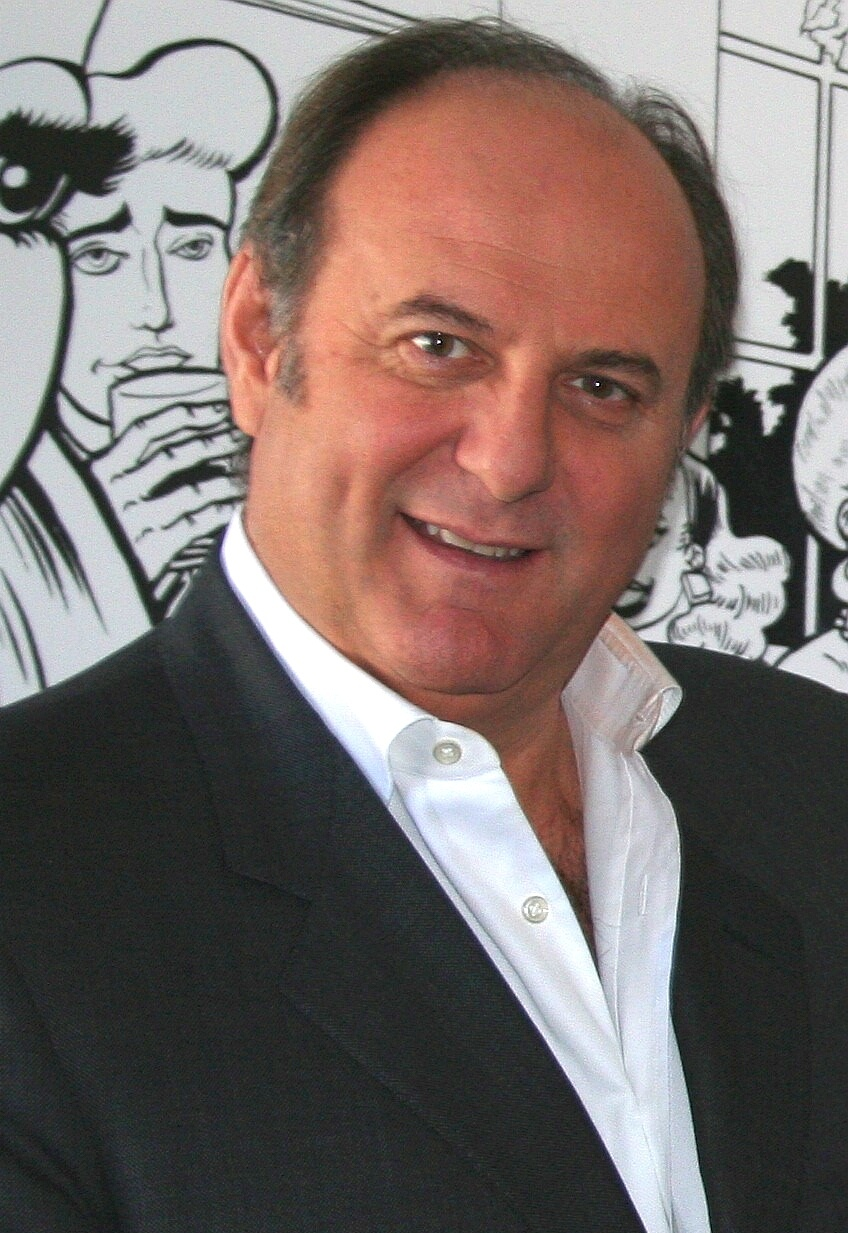
Gerry Scotti

- Gerry Adams, politico nordirlandese
- Gerry Anderson, regista, sceneggiatore, produttore televisivo e attore britannico
- Gerry Armstrong, calciatore nordirlandese
- Gerry Bamman, attore statunitense
- Gerry Becker, attore statunitense
- Gerry Beckley, cantante, tastierista e chitarrista statunitense
- Gerry Byrne, calciatore britannico
- Gerry Conway, fumettista e sceneggiatore televisivo statunitense
- Gerry Conway, batterista britannico
- Gerry Daly, calciatore irlandese
- Gerry Fisher, direttore della fotografia britannico
- Gerry Goffin, paroliere e cantante statunitense
- Gerry Gray, calciatore canadese
- Gerry Hambling, montatore britannico
- Gerry Hitchens, calciatore britannico
- Gerry Koning, calciatore olandese
- Gerry McNamara, cestista e allenatore di pallacanestro statunitense
- Gerry Mulligan, sassofonista, compositore e arrangiatore statunitense
- Gerry Peñalosa, pugile filippino
- Gerry Peyton, calciatore e allenatore di calcio irlandese
- Gerry Rafferty, cantautore scozzese
- Gerry Schum, gallerista tedesco
- Gerry Scotti, conduttore televisivo, attore, disc jockey ed ex parlamentare italiano
- Gerry Taggart, calciatore e allenatore di calcio nordirlandese
- Gerry Turpin, direttore della fotografia britannico
- Gerry Ward, cestista statunitense

## Il nome nelle arti
- Jerry è un personaggio dei cortometraggi,dei cartoni e dei film Tom & Jerry.
- Jerry è un personaggio del film del 1913 Jerry's Mother-in-Law, diretto da James Young.
- Jerry è un personaggio della serie manga e anime One Piece.
- Gerry è un personaggio di A tutto reality presenta: Missione Cosmo Ridicola.
- Jerry Maguire è un personaggio dell'omonimo film del 1996, diretto da Cameron Crowe.
- Jerry Martinez è uno dei protagonisti della sitcom per ragazzi Kickin' It - A colpi di karate.
- Jerry Polemica è un personaggio del comico Maccio Capatonda.
- Jerry Smith è un personaggio della serie animata Rick and Morty.